# Guffert Spitze
Guffert Spitze är en bergstopp i Österrike.   Den ligger i distriktet Schwaz och förbundslandet Tyrolen, i den västra delen av landet, 400 km väster om huvudstaden Wien. Toppen på Guffert Spitze är 2 195 meter över havet.
Terrängen runt Guffert Spitze är bergig söderut, men norrut är den kuperad. Närmaste större samhälle är Kramsach, 12,2 km sydost om Guffert Spitze. 
I omgivningarna runt Guffert Spitze växer i huvudsak blandskog. Runt Guffert Spitze är det ganska tätbefolkat, med 100 invånare per kvadratkilometer.